# Sala del biliardo (Versailles)
La sala del biliardo è una sala della Reggia di Versailles, in Francia.

## Posizione

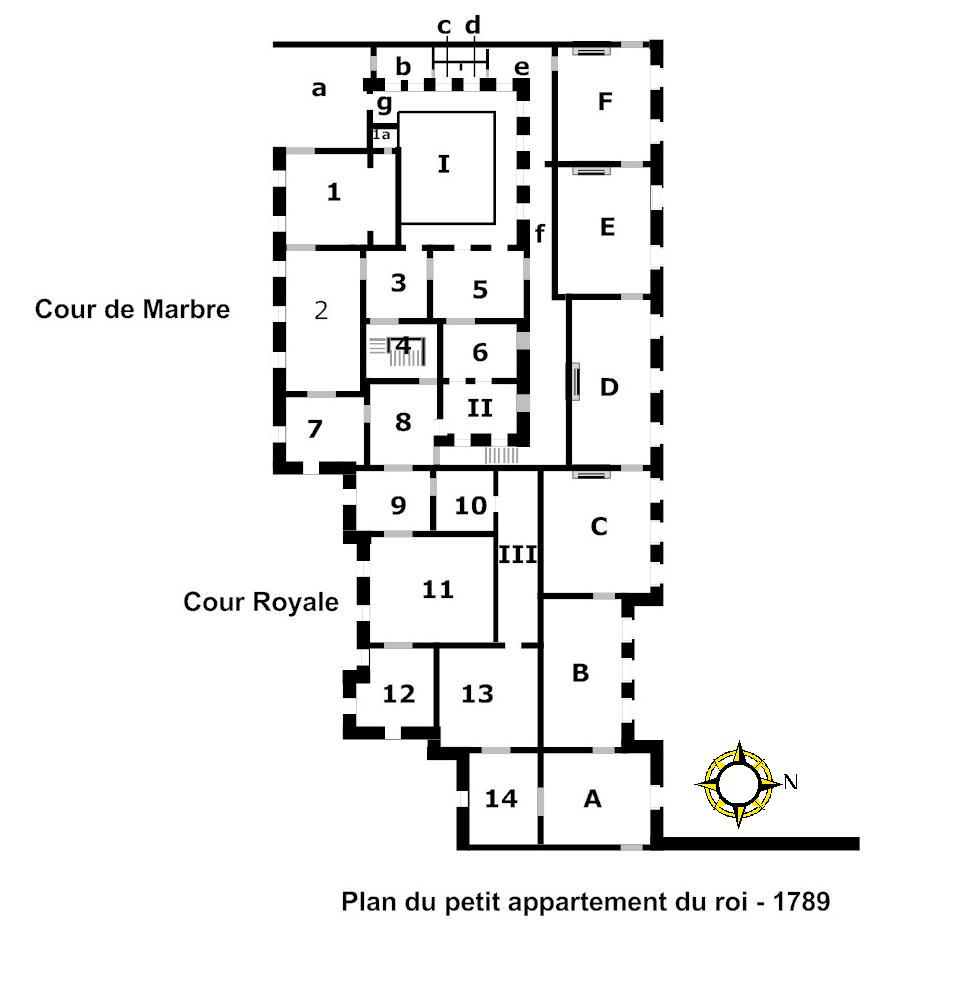
Pianta del petit appartement du roi nel 1789; la sala biliardo è indicata al numero 13

La sala del biliardo si trova nel petit appartement du Roi, al primo piano dell'edificio principale della Reggia di Versailles.
La sala si trova a est rispetto al gabinetto dei giochi di Luigi XVI ea sud rispetto alla sala da pranzo con le nuove sale.